# Michael Schiess
Michael Schiess (* 8. Juni 1997 in Waldstatt) ist ein Schweizer Unihockeyspieler auf der Position des Stürmers. Schiess steht beim Nationalliga A-Verein UHC Waldkirch-St. Gallen unter Vertrag.

## Karriere

### Verein
Schiess durchlief alle Juniorenstufen des UHC Waldkirch-St. Gallen, ehe er in der Saison 2015/16 für die erste Mannschaft aufgeboten wurde. Auf die Saison 2016/17 steht Schiess fix im Kader der ersten Mannschaft unter der Leitung von Fabian Arvidsson. Trotz seines noch jungen Alters zählt Schiess in der Mannschaft des UHC Waldkirch-St. Gallen zu den treffsichersten Spielern. Im Schnitt erzielt er pro Spiel ein Tor und legt einen Assist auf.
Seit der Saison 2024/2025 steht Schiess für den UHC Waldkirch-St. Gallen als Assistenztrainer an der Bande.
Am 30. März 2017 gab der UHC Waldkirch-St. Gallen bekannt, dass Schiess seinen Kontrakt um ein Jahr bis Ende Saison 2017/18 verlängert hat. Am 14. Februar 2018 gab der Verein, dass Schiess auch 2018/19 für den Ostschweizer Verein auflaufen wird.

### Nationalmannschaft

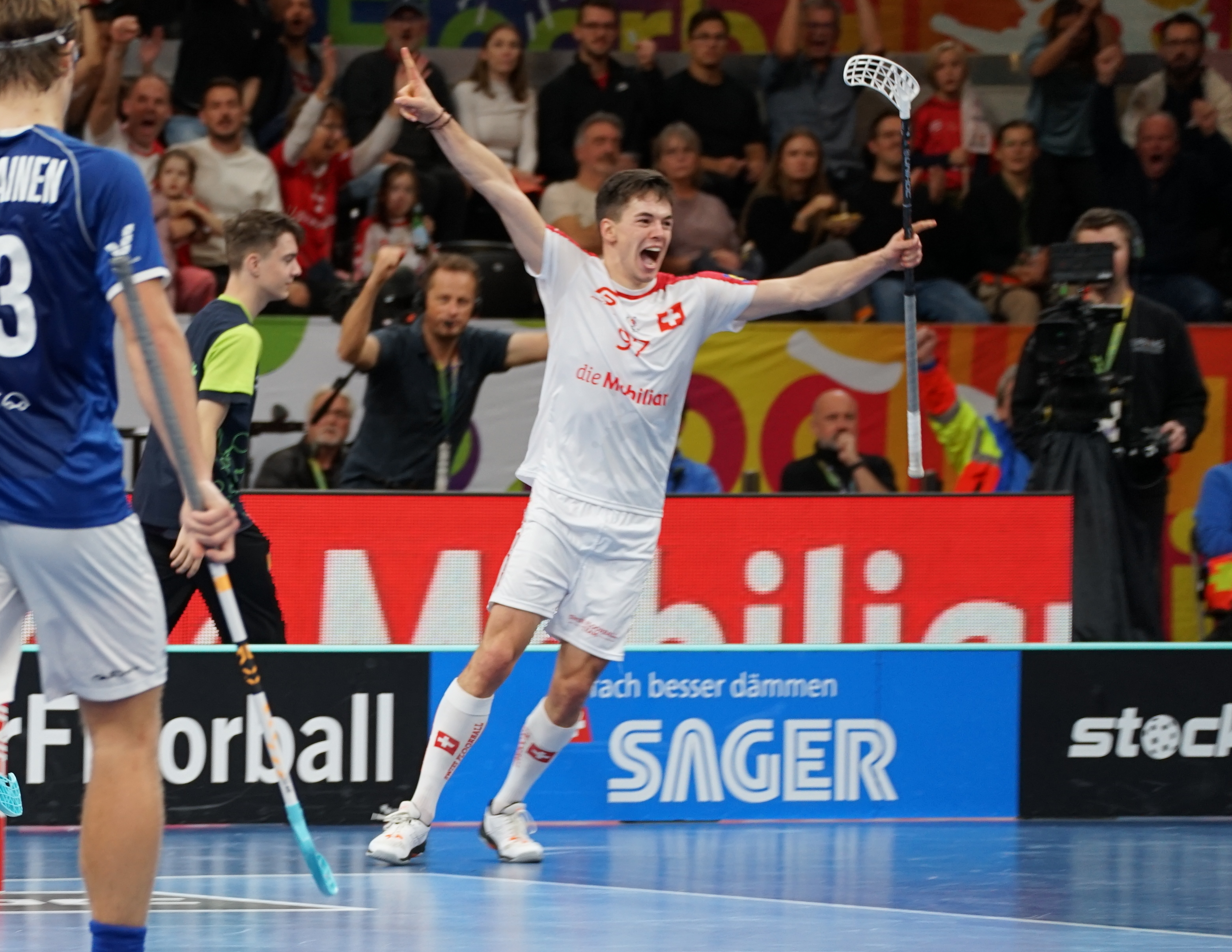
Torjubel beim Spiel gegen Finnland an der WM 2022

Schiess wurde von Nationaltrainer David Jansson im August 2017 erstmals für einen Lehrgang der  Schweizer Unihockeynationalmannschaft aufgeboten. 2021 war er im Schweizer Kader für die Weltmeisterschaft in Helsinki. Die Schweiz belegte den vierten Platz.